# Lista över månens kratrar, O–Q
Detta är en underlista till lista över månens kratrar.

## O
| Krater       | Diameter | Eponym                                       |
| ------------ | -------- | -------------------------------------------- |
| Oberth       | 60 km    | Hermann Oberth (1894-1989)                   |
| Obruchev     | 71 km    | Vladimir Afanasyevich Obruchev (1863-1956)   |
| O'Day        | 71 km    | Marcus O'Day (1897-1961)                     |
| Oenopides    | 67 km    | Oenopides av Chios (cirka 500-430 f.kr.)     |
| Oersted      | 42 km    | Hans Christian Ørsted (1777-1851)            |
| Ohm          | 64 km    | Georg Simon Ohm (1789-1854)                  |
| Oken         | 71 km    | Lorenz Ockenfuss (1779-1851)                 |
| Olbers       | 74 km    | Heinrich Wilhelm Matthäus Olbers (1758-1840) |
| Olcott       | 81 km    | William Tyler Olcott (1873-1936)             |
| Olivier      | 69 km    | Charles Pollard Olivier (1884-1975)          |
| Omar Khayyam | 70 km    | Omar Khayyám (cirka 1050-1123)               |
| Onizuka      | 29 km    | Ellison Shoji Onizuka (1946-1986)            |
| Opelt        | 48 km    | Friedrich Wilhelm Opelt (1794-1863)          |
| Oppenheimer  | 208 km   | J. Robert Oppenheimer (1904-1967)            |
| Oppolzer     | 40 km    | Theodor von Oppolzer (1841-1886)             |
| Oresme       | 76 km    | Nicolaus von Oresme (cirka 1323-1382)        |
| Orlov        | 81 km    | Aleksandr Iakovlevich Orlov (1880-1954)      |
| Orlov        | 81 km    | Sergei Vladimirovich Orlov (1880-1958)       |
| Orontius     | 105 km   | Oronce Finé (1494-1555)                      |
| Osama        | 0,5 km   | Arabiskt mansnamn                            |
| Osiris       | 1 km     | Osiris (Egyptisk gud)                        |
| Osman        | 2 km     | (Turkiskt mansnamn)                          |
| Ostwald      | 104 km   | Wilhelm Ostwald (1853-1932)                  |

## P
| Krater          | Diameter | Eponym                                                      |
| --------------- | -------- | ----------------------------------------------------------- |
| Palisa          | 33 km    | Johann Palisa (1848-1925)                                   |
| Palitzsch       | 41 km    | Johann Georg Palitzsch (1723-1788)                          |
| Pallas          | 46 km    | Peter Simon Pallas (1741-1811)                              |
| Palmieri        | 40 km    | Luigi Palmieri (1807-1896)                                  |
| Paneth          | 65 km    | Friedrich Adolf Paneth (1887-1958)                          |
| Pannekoek       | 71 km    | Anton Pannekoek (1873-1960)                                 |
| Papaleksi       | 97 km    | Nikolaj Dmitrievich Papaleksi (1880-1947)                   |
| Paracelsus      | 83 km    | Theophrastus Bombastus von Hohenheim (1493-1541)            |
| Paraskevopoulos | 94 km    | John Stefanos Paraskevopoulos (1889-1951)                   |
| Parenago        | 93 km    | Pavel Petrovich Parenago (1906-1960)                        |
| Parkhurst       | 96 km    | John Adelbert Parkhurst (1861-1925)                         |
| Parrot          | 70 km    | Johann Jacob Friedrich Wilhelm Parrot (1792-1840)           |
| Parry           | 47 km    | William Edward Parry (1790-1855)                            |
| Parsons         | 40 km    | John Whiteside Parsons (1913-1952)                          |
| Pascal          | 115 km   | Blaise Pascal (1623-1662)                                   |
| Paschen         | 124 km   | Friedrich Paschen (1865-1940)                               |
| Pasteur         | 224 km   | Louis Pasteur (1822-1895)                                   |
| Patricia        | 5 km     | (Engelskt kvinnonamn)                                       |
| Patsaev         | 55 km    | Viktor Patsajev (1933-1971)                                 |
| Pauli           | 84 km    | Wolfgang Pauli (1900-1958)                                  |
| Pavlov          | 148 km   | Ivan Petrovich Pavlov (1849-1936)                           |
| Pawsey          | 60 km    | Joseph Lade Pawsey (1908-1962)                              |
| Peary           | 73 km    | Robert Edwin Peary (1856-1920)                              |
| Pease           | 38 km    | Francis Gladheim Pease (1881-1938)                          |
| Peek            | 12 km    | Bertrand Meigh Peek (1891-1965)                             |
| Peirce          | 18 km    | Benjamin Peirce (1809-1880)                                 |
| Peirescius      | 61 km    | Nicolas-Claude Fabri de Peiresc (1580-1637)                 |
| Pentland        | 56 km    | Joseph Barclay Pentland (1797-1873)                         |
| Perelʹman       | 46 km    | Yakov I. Perelman (1882-1942)                               |
| Perepelkin      | 97 km    | Evgenij J. Perepelkin (1906-1940)                           |
| Perkin          | 62 km    | Richard Scott Perkin (1906-1969)                            |
| Perrine         | 86 km    | Charles Dillon Perrine (1867-1951)                          |
| Petavius        | 188 km   | Denis Petau (1583-1652)                                     |
| Petermann       | 73 km    | August Heinrich Petermann (1822-1878)                       |
| Peters          | 15 km    | Christian August Friedrich Peters (1806-1880)               |
| Petit           | 5 km     | Alexis Thérèse Petit (1771-1820)                            |
| Petrie          | 33 km    | Robert Methven Petrie (1906-1966)                           |
| Petropavlovskiy | 63 km    | Boris Sergeevich Petropavlovskiy (1898-1933)                |
| Petrov          | 49 km    | Evgenij S. Petrov (1900-1942)                               |
| Pettit          | 35 km    | Edison Pettit (1889-1962)                                   |
| Petzval         | 90 km    | Joseph von Petzval (1807-1891)                              |
| Phillips        | 122 km   | John Phillips (1800-1874)                                   |
| Philolaus       | 70 km    | Filolaos från Kroton (verkade under 400-talet f.kr.)        |
| Phocylides      | 121 km   | Johannes Phocylides Holwarda (Jan Fokker) (1618-1651)       |
| Piazzi          | 134 km   | Giuseppe Piazzi (1746-1826)                                 |
| Piazzi Smyth    | 13 km    | Charles Piazzi Smyth (1819-1900)                            |
| Picard          | 22 km    | Jean-Felix Picard (1620-1682)                               |
| Piccolomini     | 87 km    | Alessandro Piccolomini (1508-1578)                          |
| Pickering       | 15 km    | Edward Charles Pickering (1846-1919)                        |
| Pickering       | 15 km    | William Henry Pickering (1858-1938)                         |
| Pictet          | 62 km    | Marc-Auguste Pictet-Turretin (1752-1825)                    |
| Pikelʹner       | 47 km    | Solomon Borisovich Pikelner (1921-1975)                     |
| Pilâtre         | 50 km    | Jean-François Pilâtre de Rozier (1756-1785)                 |
| Pingré          | 88 km    | Alexandre Guy Pingré (1711-1796)                            |
| Pirquet         | 65 km    | Baron Guido von Pirquet (1880 – 1966)                       |
| Pitatus         | 106 km   | Pietro Pitati (verkade omkring 1500)                        |
| Pitiscus        | 82 km    | Bartholomaeus Pitiscus (1561-1613)                          |
| Pizzetti        | 44 km    | Paolo Pizzetti (1860-1918)                                  |
| Plana           | 44 km    | Baron Giovanni Antonio Amedeo Plana (1781-1864)             |
| Planck          | 314 km   | Max Karl Ernst Ludwig Planck (1858-1947)                    |
| Planté          | 37 km    | Gaston Planté (1834-1889)                                   |
| Plaskett        | 109 km   | John Stanley Plaskett (1865-1941)                           |
| Plato           | 109 km   | Platon (cirka 428 f.kr.-cirka 347 f.kr.)                    |
| Playfair        | 47 km    | John Playfair (1748-1819)                                   |
| Plinius         | 43 km    | Plinius den äldre (23-79)                                   |
| Plummer         | 73 km    | Henry Crozier Keating Plummer (1875-1946)                   |
| Plutarch        | 68 km    | Plutarch (cirka 46-cirka 120)                               |
| Poczobutt       | 195 km   | Martin Odlanicky Poczobutt (1728-1810)                      |
| Pogson          | 50 km    | Norman Robert Pogson (1829-1891)                            |
| Poincaré        | 319 km   | Jules Henri Poincaré (1854-1912)                            |
| Poinsot         | 68 km    | Louis Poinsot (1777-1859)                                   |
| Poisson         | 42 km    | Siméon-Denis Poisson (1781-1840)                            |
| Polybius        | 41 km    | Polybius (cirka 204 f.kr.-cirka 122 f.kr.)                  |
| Polzunov        | 67 km    | Ivan Ivanovich Polzunov (1728-1766)                         |
| Pomortsev       | 23 km    | Mikhail Mikhailovich Pomortsev (1851-1916)                  |
| Poncelet        | 69 km    | Jean-Victor Poncelet (1788-1867)                            |
| Pons            | 41 km    | Jean-Louis Pons (1761-1831)                                 |
| Pontanus        | 57 km    | Giovanni Gioviani Pontano (1427-1503)                       |
| Pontécoulant    | 91 km    | Philippe Gustave Doulcet, Comte De Pontécoulant (1795-1874) |
| Popov           | 65 km    | Alexander Stepanovich Popov (1859-1905)                     |
| Popov           | 65 km    | C. Popov (1880-1966)                                        |
| Porter          | 51 km    | Russell Williams Porter (1871-1949)                         |
| Posidonius      | 95 km    | Poseidonios (cirka 135 f.kr.-cirka 51 f.kr.)                |
| Poynting        | 128 km   | John Henry Poynting (1852-1914)                             |
| Prager          | 60 km    | Richard A. Prager (1884-1945)                               |
| Prandtl         | 91 km    | Ludwig Prandtl (1875-1953)                                  |
| Priestley       | 52 km    | Joseph Priestley (1733-1804)                                |
| Prinz           | 46 km    | Wilhelm Prinz (1857-1910)                                   |
| Priscilla       | 1,8 km   | (Latinskt kvinnonamn)                                       |
| Proclus         | 28 km    | Proklos (412-485)                                           |
| Proctor         | 52 km    | Mary Proctor (1862-1957)                                    |
| Protagoras      | 21 km    | Protagoras (cirka 481 f.kr.-cirka 411 f.kr.)                |
| Ptolemaeus      | 164 km   | Ptolemy (cirka 87-150)                                      |
| Puiseux         | 24 km    | Pierre Puiseux (1855-1928)                                  |
| Pupin           | 2 km     | Mihajlo Idvorski Pupin (1858-1935)                          |
| Purbach         | 115 km   | Georg Peurbach (1423-1461)                                  |
| Purkyně         | 48 km    | Jan Evangelista Purkyně (1787-1869)                         |
| Pythagoras      | 142 km   | Pythagoras (flourished cirka 532 f.kr.)                     |
| Pytheas         | 20 km    | Pytheas (född cirka 308 f.kr.)                              |

## Q
| Krater   | Diameter | Eponym                       |
| -------- | -------- | ---------------------------- |
| Quetelet | 55 km    | Adolphe Quételet (1796-1874) |